# فوشون لينارد
فوشون لينارد (بالإنجليزية: Voshon Lenard)‏ مواليد 14 مايو 1973 في ديترويت، هو لاعب كرة سلة أمريكي معتزل بدأ مسيرته الاحترافية في سنة 1995. تم اختياره من قبل فريق ميلووكي باكز خلال الدرافت. يبلغ طوله 6 قدم 4 بوصة (1.9 م). اعتزل اللعب في 2006. أحرز خلال مسيرته في الإن بي إيه 6745 نقطة بمعدل 11.9 نقطة في المباراة الواحدة.

## المسيرة الاحترافية
لعب مع ميامي هيت من سنة 1995 إلى 2000، ثم لعب مع دنفر ناغتس من سنة 2000 إلى 2002، ثم لعب مع تورونتو رابتورز في موسم 2002–2003، ثم لعب مع دنفر ناغتس من سنة 2003 إلى 2006، ثم لعب مع بورتلاند ترايل بلايزرز في سنة 2006.

## روابط خارجية
- فوشون لينارد على موقع إن بي أي (الإنجليزية)
- فوشون لينارد على موقع سبورتس رفرنس (الإنجليزية)
- فوشون لينارد على موقع كرة السلة الأوروبية.كوم (الإنجليزية)
- فوشون لينارد على موقع كلية كرة السلة في سبورتس رفرنس.كوم (الإنجليزية)
- فوشون لينارد على موقع ريلجم (الإنجليزية)
- فوشون لينارد على موقع بروبوليرز (الإنجليزية)